# Котти, Тони
Энтони Котти (англ. Tony Cottee; 11 июля 1965, Форест-Гейт, Лондон, Англия) — английский футболист, играющий на позиции нападающего, тренер.

## Карьера

### «Вест Хэм Юнайтед»
Котти начал свою карьеру в «Вест Хэме». Он дебютировал в первом дивизионе в матче против «Тоттенхэм Хотспур» 1 января 1983 года в возрасте 17 лет, также отличившись голом в матче. В сезоне 1982/83 он сыграл в общей сложности восемь игр, забив пять мячей. Он зарекомендовал себя в основном составе в сезоне 1983/84, когда ему было всего восемнадцать лет, и забил 15 мячей в лиге. Следующий сезон 1984/85 стал ещё результативнее, когда Тони забил 17 голов в первом дивизионе. К 20 годам он уже успел добиться впечатляющих тридцати семи мячей в лиге.